# Гебенбах
Гебенбах (њем. Gebenbach) општина је у њемачкој савезној држави Баварска. Једно је од 27 општинских средишта округа Амберг-Зулцбах. Према процјени из 2010. у општини је живјело 900 становника. Посједује регионалну шифру (AGS) 9371123.

## Географски и демографски подаци
Гебенбах се налази у савезној држави Баварска у округу Амберг-Зулцбах. Општина се налази на надморској висини од 448 метара. Површина општине износи 18,1 km². У самом мјесту је, према процјени из 2010. године, живјело 900 становника. Просјечна густина становништва износи 50 становника/km².